# Haut-Ogooué
Haut-Ogooué là một trong 9 tỉnh của Gabon, được đặt tên theo sông Ogooué. Tỉnh có diện tích 36.547 km². Tỉnh lỵ là Franceville. Kinh tế của tỉnh dựa vào ngành khai thác khoáng sản như mangan, vàng và urani. Đây là nơi hội tụ ba nền văn hóa Obamba, Ndzabi và Téké.
Haut-Ogooué tiếp giáp với Cộng hòa Congo:
- Cuvette-Ouest – phía đông bắc
- Cuvette – phía đông
- Plateaux – phía đông nam
- Lékoumou – phía nam
- Niari – phía tây nam

Trong nước, tỉnh này giáp với:
- Ogooué-Lolo – phía tây
- Ogooué-Ivindo – phía bắc

## Quận
Haut-Ogooué chia thành 8 quận:
- Djoue Department (Onga)

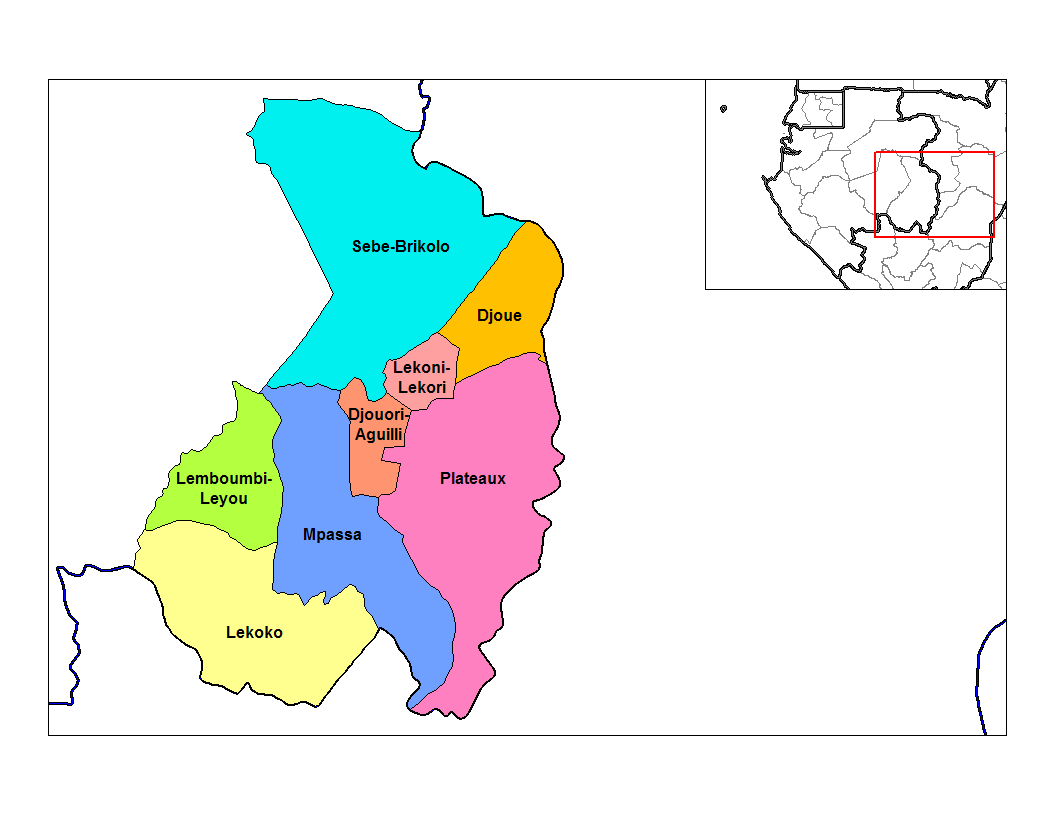
Các quận thuộc tỉnh Haut-Ogooué

- Djououri-Aguilli Department (Bongoville)
- Lekoni-Lekori Department (Akieni)
- Lekoko Department (Bakoumba)
- Lemboumbi-Leyou Department (Moanda)
- Mpassa Department (Franceville)
- Plateaux Department (Leconi)
- Sebe-Brikolo Department (Okondja)